# 埃里克·古斯塔夫·博斯特倫
埃里克·古斯塔夫·博斯特倫（瑞典語：Erik Gustaf Boström，1842年2月11日—1907年2月21日），是19世紀瑞典農民黨的政治家。
博斯特倫畢業於烏普薩拉大學，自1876年起被选入瑞典議會從而步入政壇，他曾於1891年至1900年以及1902年至1905年期間兩度擔任首相。任職長達12年，因此也是19世紀瑞典在任時間最久的首相。博斯特倫任內的政策趨向於務實，他是瑞典史上首位無顯赫學術背景，亦無政府要員資歷的首相，並在當時獲得了良好的聲譽。博斯特倫深受國王奧斯卡二世的信賴，但是他的內閣終因其拒絕在挪威獨立問題上讓步而垮臺。